# Recilia elongatoocellatus
Recilia elongatoocellatus är en insektsart som beskrevs av Victor Ivanovitsch Motschulsky 1859. Recilia elongatoocellatus ingår i släktet Recilia och familjen dvärgstritar. Inga underarter finns listade i Catalogue of Life.